# Murinsel
Murinsel (německy doslova „ostrov Mur“) ve městě Graz v Rakousku ve skutečnosti není ostrov, ale uměle vytvořená plovoucí plošina uprostřed řeky Mury. Ta byla navržena newyorským umělcem Vito Acconcim k příležitosti vyhlášení Grazu Evropským hlavním městem kultury roku 2003.

## Charakteristika
Budova ve tvaru obrovské mořské mušle je 50 metrů dlouhá a 20 metrů široká. Se břehy řeky Mur je spojena dvěma lávkami pro pěší. Střed plošiny tvoří amfiteátr, pod zakřivenou kupolí se nachází kavárna a dětské hřiště. Stavba byla navržena pro maximální kapacitu 350 návštěvníků.

## Galerie

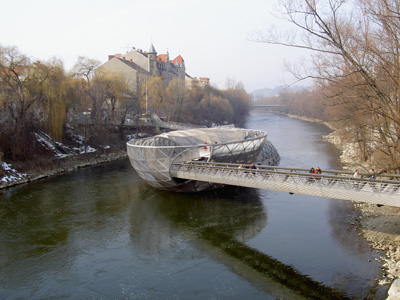
Murinsel
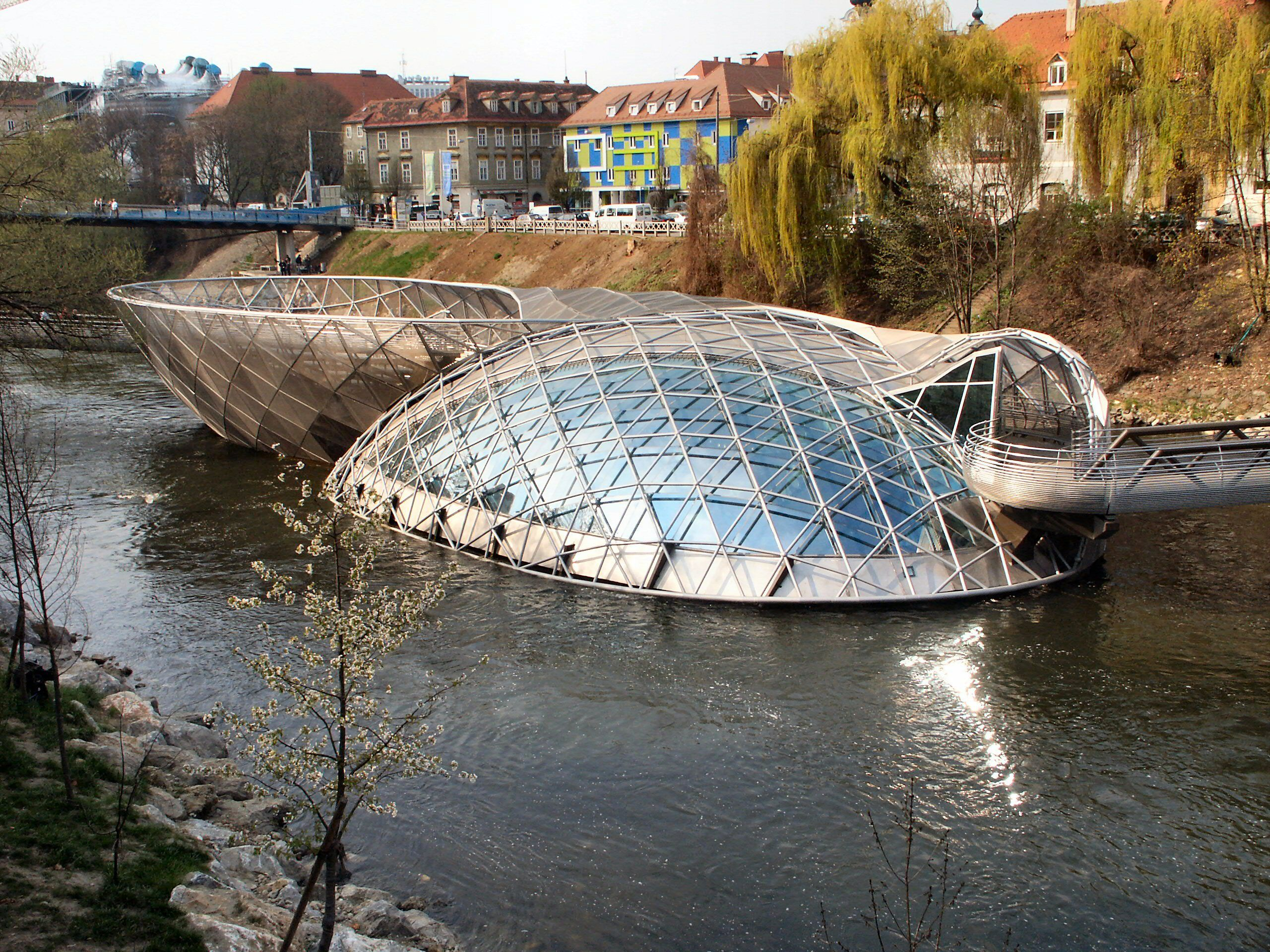
Murinsel
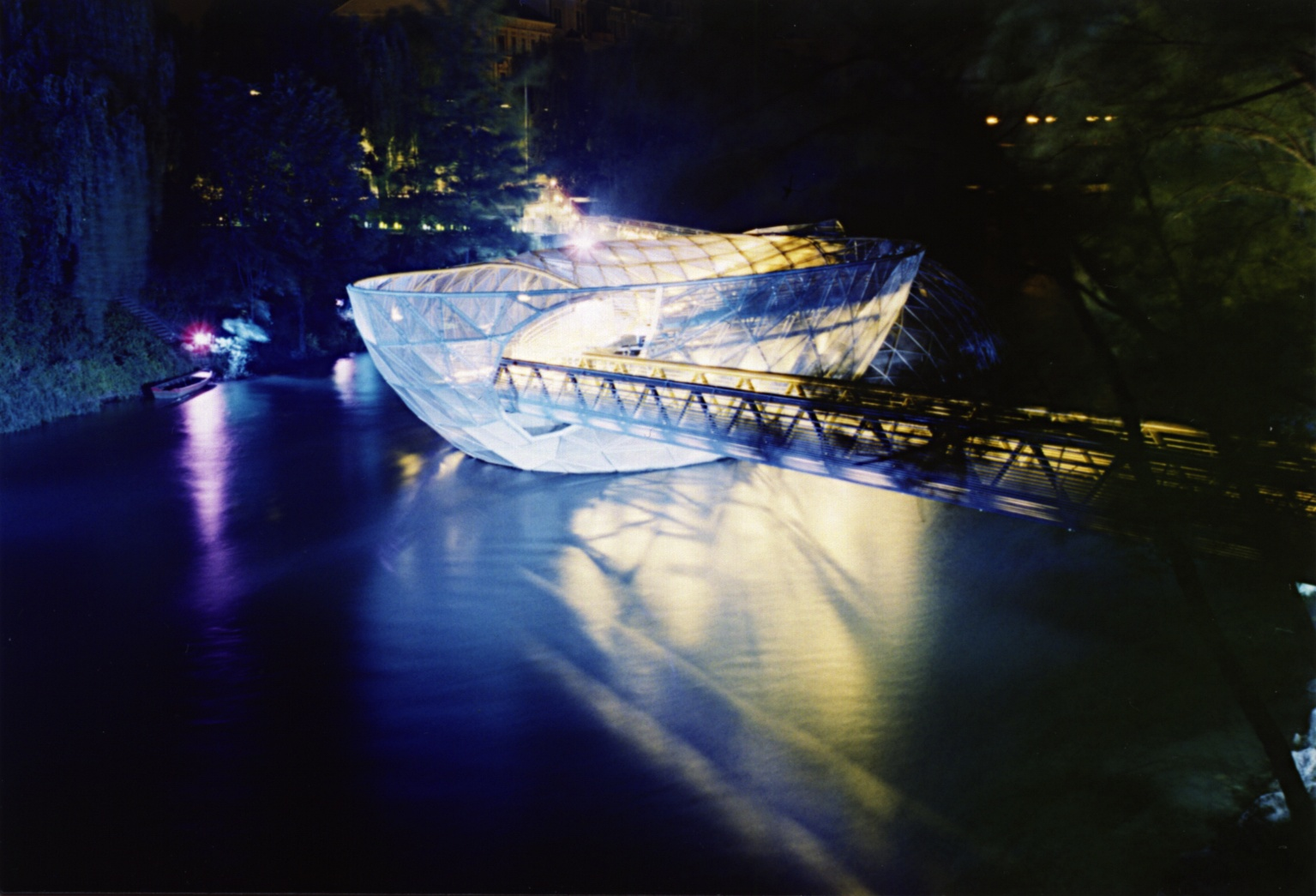
Murinsel v noci
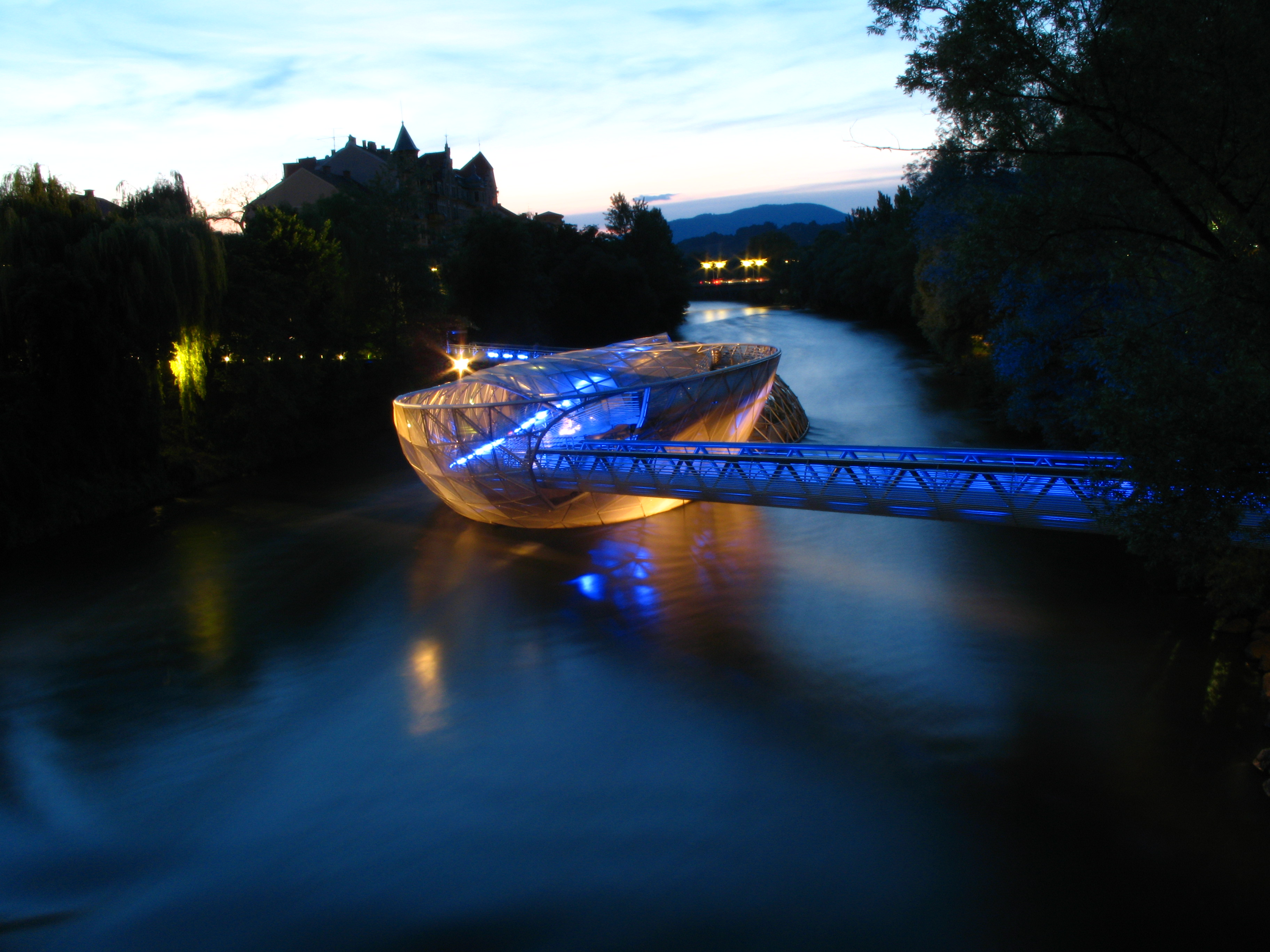
Murinsel v noci
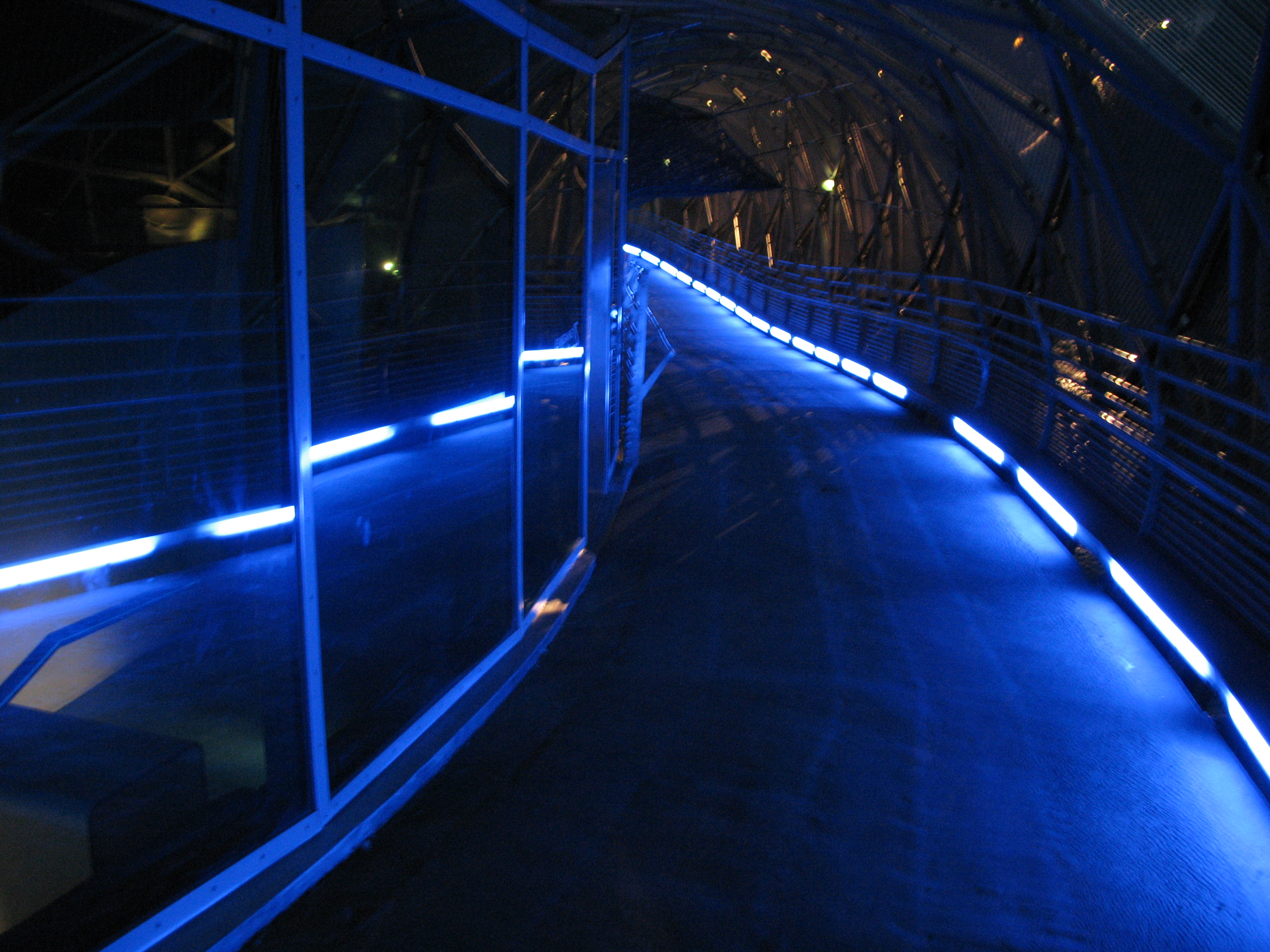
Uvnitř Murinselu
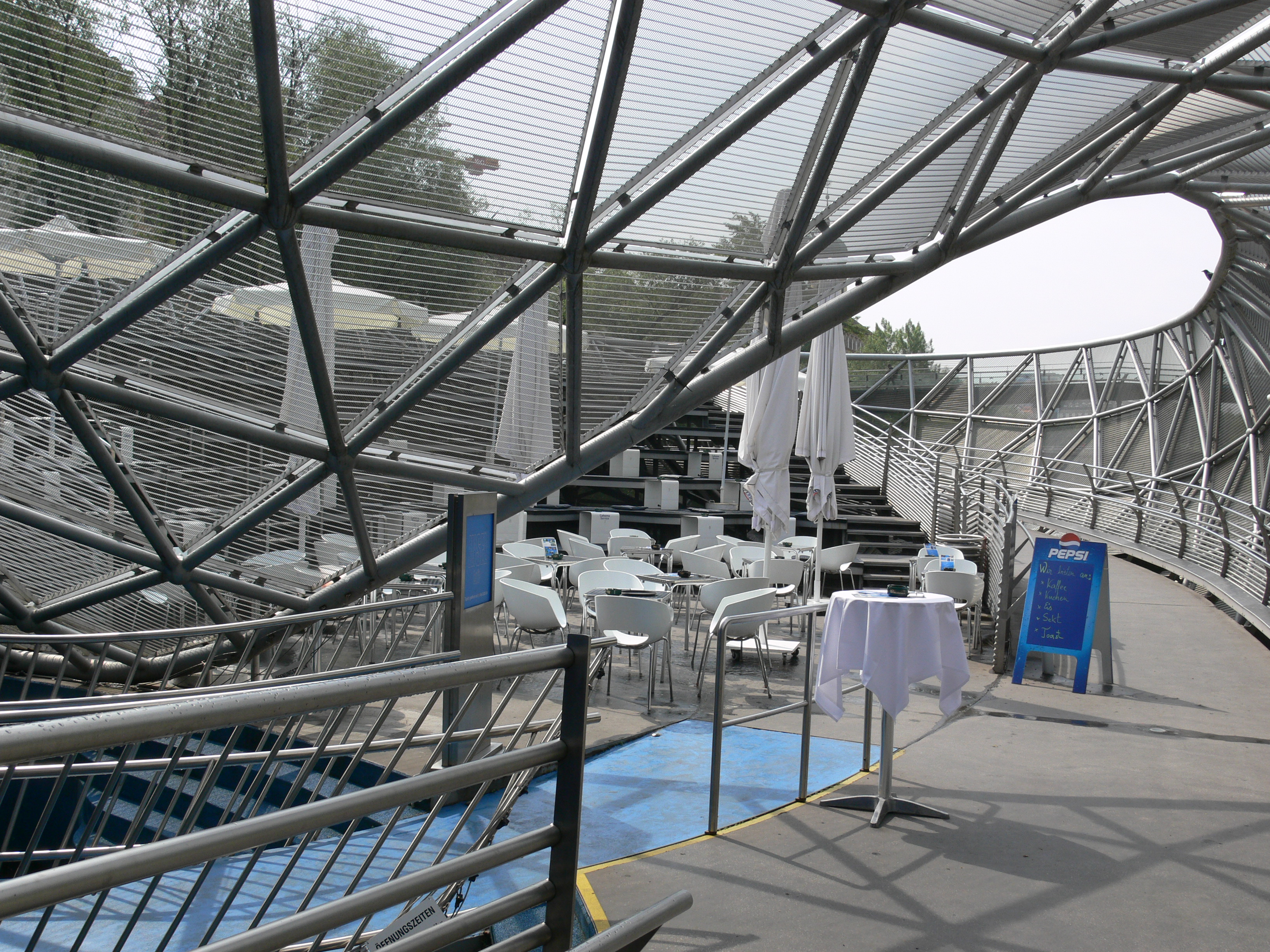
Kavárna uvnitř Murinselu